# Golborne David
Golborne David is een civil parish in het bestuurlijke gebied Cheshire West and Chester, in het Engelse graafschap Cheshire met 55 inwoners.